# 22 Dywizja Lotnictwa Bombowego

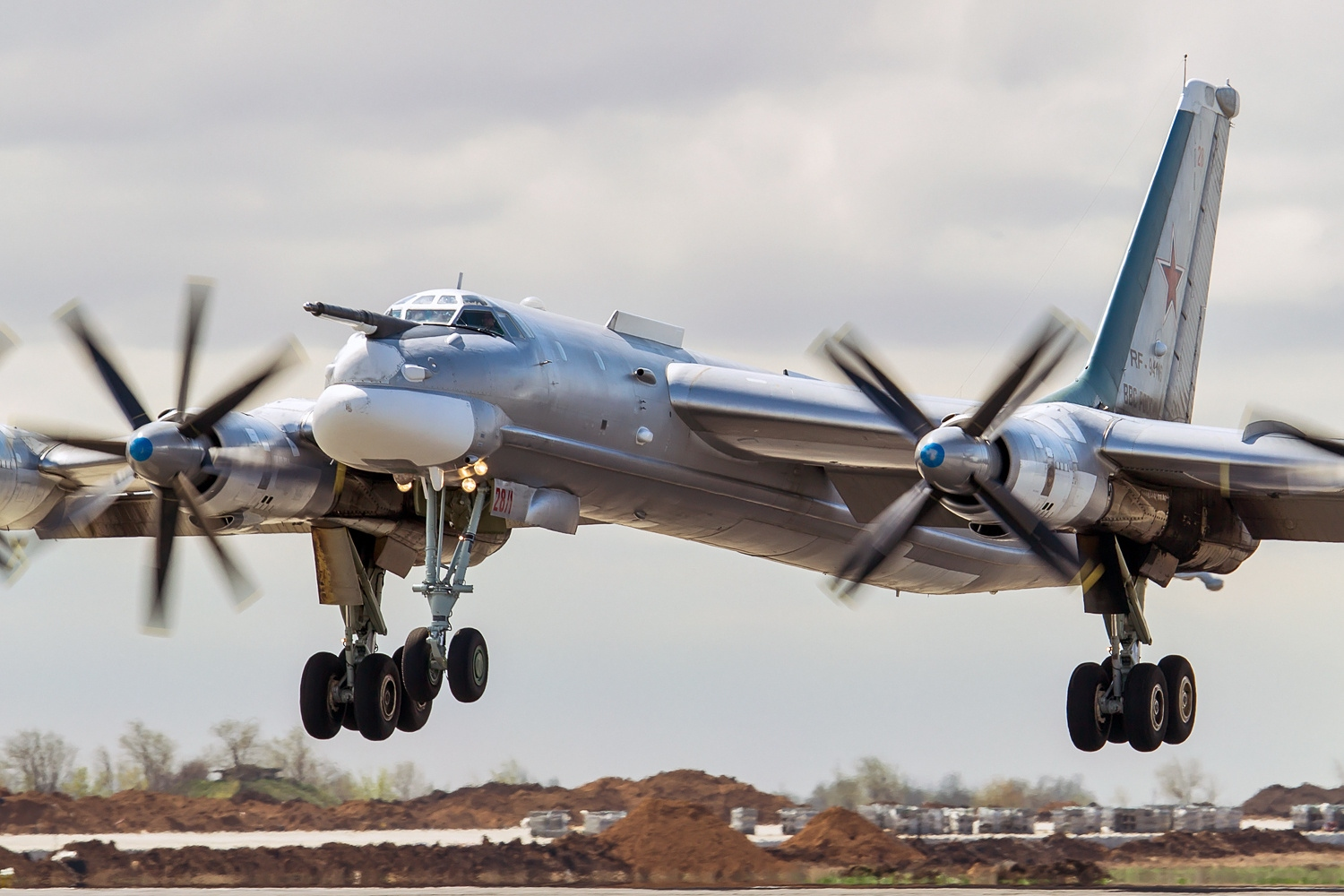
Tu-95 z bazy w Engels

22 Gwardyjska Donbaska Dywizja Lotnictwa Bombowego (ros. 22-я гвардейская тяжёлая бомбардировочная авиационная дивизия) – związek taktyczny Sił Zbrojnych Federacji Rosyjskiej.
Wchodziła w skład (1991)  46 Armii Lotniczej Dalekiego Zasięgu ze Smoleńska. W grudniu 1991 zreorganizowano Lotnictwo Dalekiego Zasięgu, rozwiązano armie lotnicze, a dywizja weszła w bezpośrednie podporządkowanie dowódcy lotnictwa.

## Struktura organizacyjna
W latach 1990–1991
- dowództwo – Bobrujsk
- 200 Gwardyjski Brzeski pułk lotnictwa bombowego – Bobrujsk  – 20 x TU-22M
- 260 pułk lotnictwa bombowego – Stryj – 18 x TU-22M
- 341 pułk lotnictwa bombowego – Oziernoje – 32 x TU-22K

W 2008
- dowództwo – Engels
- 121 Gwardyjski Sewastopolski pułk lotnictwa bombowego (TU -160) – Engels
- 184 pułk lotnictwa bombowego (TU-95MS) – Engels
- 840  pułk lotnictwa bombowego (TU-22M3) – Soltsy
- 52 Gwardyjski pułk lotnictwa bombowego (TU-22M3) – Szajkowka